# (32735) Strekalov
1978 SX4 (asteroide 32735) é um asteroide da cintura principal. Possui uma excentricidade de 0.25378860 e uma inclinação de 11.39856º.
Este asteroide foi descoberto no dia 27 de setembro de 1978 por Lyudmila Ivanovna Chernykh em Naučnyj.